# إهمال الذاكرة
يستخدم مصطلح إهمال الذاكرة (MN) في علم النفس الاجتماعي لوصف أحد أنماط النسيان الانتقائي؛ حيث يميل الناس إلى ضعف استدعاء المعلومات السلبية بالنسبة لمفهوم الذات، بينما لا توجد عوائق عند استدعاء المعلومات الإيجابية بالنسبة لمفهوم الذات.
هناك قول بأن إهمال الذاكرة ينتج عن عدد من الدوافع الأساسية مثل تعزيز الذات - حيث يرتبط نمط النسيان المتعلق بإهمال الذاكرة بمعلومات الفرد حول ذاته، وأوضحت الدراسات التجريبية أنه عندما يُطلب من المشاركين استدعاء أمور تتعلق بمعلومات إيجابية أو سلبية حول الذات من قائمة الذاكرة؛ يحدث إهمال الذاكرة عندما تكون المعلومات موجهة نحو الفرد - استدعاء الأمور الإيجابية والسلبية لا يتأثر إن كانت المعلومات تتعلق بشخص آخر. كما أن مفهوم تقدير الذات متضمن أيضًا في إهمال الذاكرة حيث لوحظ أن هناك تحيز لاستدعاء المعلومات الإيجابية حول الذات والمصاحبة لحب الذات الشديد.

## نموذج إهمال الذاكرة
يطلق عليه في الأساس نموذج عدم الاتساق السلبي, وسمي فيما بعد نموذج إهمال الذاكرة وهو يقدم توضيح حول طريقة معالجة الذاكرة للمعلومات حول الذات،
المبادئ الأساسية لنموذج إهمال الذاكرة:
- يتم حث الأفراد لحفظ مفهوم إيجابي عن الذات وإلا يكونون عرضة لإهمال معالجة البيانات التي لا تتسق مع هذا المفهوم
- المعلومات التي لا تتسق مع الذات أو تكون سلبية بالنسبة لها من المرجح إهمالها أكثر من المعلومات الإيجابية أو المتسقة
- وسواء كانت المعلومات حول أحد الجوانب المركزية (أكثر أهمية) أو الهامشية (الأقل أهمية) للذات تنظم تأثير إهمال الذاكرة فإن المعلومات السلبية من المرجح إهمالها عندما تشير إلى جانب مركزي للذات أكثر من الجانب الهامشي

## الأصول
ارتبط إهمال الذاكرة للحسابات الموجودة للذاكرة، تقول النظرية أن التحيز لنسيان التغذية الراجعة السلبية/غير المتسقة تكون واضحة في عدد من مراحل معالجة الذاكرة،
وقد تظهر في مرحلة الترميز بسبب التحيز الذي يكون فيه من المرجح استحضار المعلومات الإيجابية/المتسقة ويتم تجنب المعلومات السلبية/غير المتسقة ويقل احتمال ترميزها. انظر أيضًا: الاهتمام الانتقائي.
كما يمكن أن يظهر إهمال الذاكرة في مرحلة الاسترجاع حيث تكون المعلومات الإيجابية/المتسقة أيسر منالاً من المعلومات السلبية/غير المتسقة وبالتالي تسهل أو تعرقل الاستدعاء من الذاكرة على التوالي، وأوضحت العديد من الدراسات أن الذكريات المرغوبة يتم استدعاؤها من الذاكرة أكثر من غير المرغوبة.
كذلك كانت مرحلة الاحتفاظ متضمنة كما يتضح أن الوجدان المصاحب للذكريات السلبية يتقلص أسرع (بالتالي يتم الاحتفاظ به في الذاكرة لفترة زمنية أقل) من الذكريات الإيجابية (انظر: تحيز تأثير التلاشي. ويقترح هذا تحيزًا لتذكر المعلومات الإيجابية والتي يمكن أن تمتد كذلك إلى الذكريات المتعلقة بالذات عند الوضع في الاعتبار إهمال الذاكرة.